# Полетаев, Илья
Илья Полетаев (англ. Ilya Poletaev; род. 1980) — канадский пианист российского происхождения.
Начал учиться музыке в Москве, затем переехал в Израиль, с 14-летнего возраста жил и учился в Канаде. Получил степень бакалавра музыки в Торонтском университете, затем продолжил своё образование в Йельском университете под руководством Бориса Бермана. По получении магистерской степени остался преподавать в Йеле, в 2010 г. защитил там же диссертацию доктора музыки. В том же году выиграл в Лейпциге Международный конкурс имени Иоганна Себастьяна Баха в пианистической номинации, годом ранее удостаивался награды международного конкурса и как участник йельского фортепианного трио.
Репертуар Полетаева сочетает в себе интерес к музыке XX века и к барочному репертуару. Как исполнитель партии basso continuo он выступал, в частности, с такими дирижёрами, как Масааки Судзуки и Гельмут Риллинг, как солист заслужил исполнением в Филадельфии концертов Моцарта и К. Ф. Э. Баха высокую оценку критика, отмечавшего, что «хотя ни в каком отношении эта игра не была радикальной, в целом исполнение выказывало заметную индивидуальность», а «каденции были изобретательны и выдавали глубокие знания, не отступая за пределы классической традиции». Первый альбом Полетаева — все сочинения Джордже Энеску для скрипки и фортепиано — выходит в 2011 году на фирме Naxos.